# Richeling
Ne doit pas être confondu avec Reichling.
Richeling [ʁiʃlɛ̃] est une commune française située dans le département de la Moselle et le bassin de vie de la Moselle-Est.

## Géographie

### Communes limitrophes
|                         | Grundviller | Hambach  |
| Rémering-lès-Puttelange | Richeling   | Sarralbe |
|                         | Holving     |          |

### Hydrographie
La commune est située dans le bassin versant du Rhin au sein du bassin Rhin-Meuse. Elle est drainée par le ruisseau le Moderbach, le ruisseau le Willerlachgraben, le ruisseau le Muhlgraben et le ruisseau le Notterbach.
Le Moderbach, d'une longueur totale de 21,8 km, prend sa source dans la commune de Farschviller et se jette  dans l'Albe à Sarralbe, après avoir traversé huit communes.

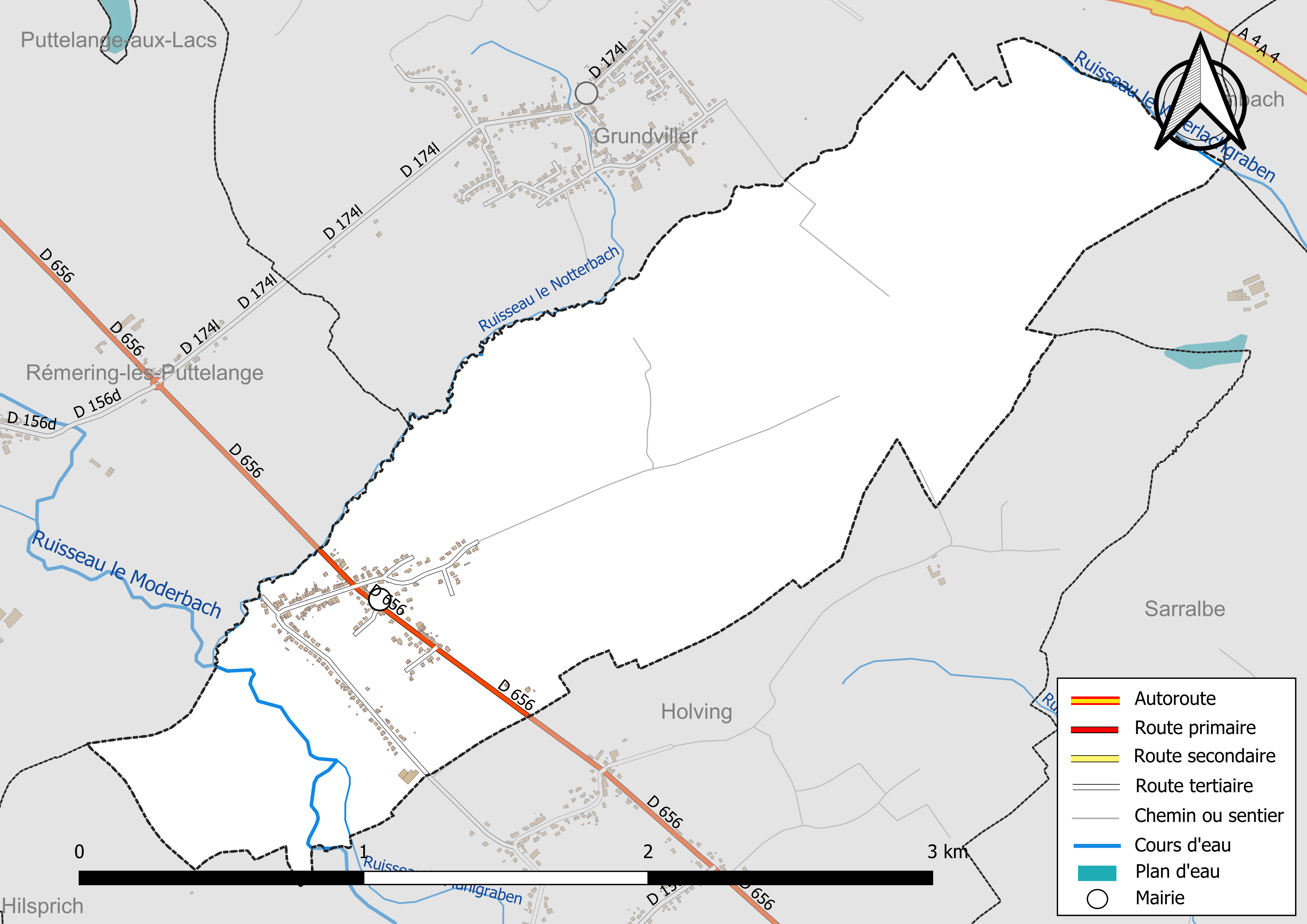
Réseaux hydrographique et routier de Richeling.

La qualité des eaux des principaux cours d’eau de la commune, notamment du ruisseau le Moderbach, peut être consultée sur un site spécial géré par les agences de l’eau et l’Agence française pour la biodiversité.

### Climat
Pour des articles plus généraux, voir Climat du Grand Est et Climat de la Moselle.
En 2010, le climat de la commune est de type climat des marges montargnardes, selon une étude du Centre national de la recherche scientifique s'appuyant sur une série de données couvrant la période 1971-2000. En 2020, Météo-France publie une typologie des climats de la France métropolitaine dans laquelle la commune est exposée à un climat semi-continental et est dans la région climatique  Vosges, caractérisée par une pluviométrie très élevée (1 500 à 2 000 mm/an) en toutes saisons et un hiver rude (moins de 1 °C). 
Pour la période 1971-2000, la température annuelle moyenne est de 10 °C, avec une amplitude thermique annuelle de 17,1 °C. Le cumul annuel moyen de précipitations est de 829 mm, avec 11,6 jours de précipitations en janvier et 9,1 jours en juillet. Pour la période 1991-2020, la température moyenne annuelle observée sur la station météorologique de Météo-France la plus proche, « Kappelkinger_sapc », sur la commune de Kappelkinger à 7 km à vol d'oiseau, est de 10,6 °C et le cumul annuel moyen de précipitations est de 772,6 mm. 
La température maximale relevée sur cette station est de 38,8 °C, atteinte le 25 juillet 2019 ; la température minimale est de −19,6 °C, atteinte le 26 décembre 2010,,. 
Les paramètres climatiques de la commune ont été estimés pour le milieu du siècle (2041-2070) selon différents scénarios d'émission de gaz à effet de serre à partir des nouvelles projections climatiques de référence DRIAS-2020. Ils sont consultables sur un site spécial publié par Météo-France en novembre 2022.

## Urbanisme

### Typologie
Au 1er janvier 2024, Richeling est catégorisée commune rurale à habitat dispersé, selon la nouvelle grille communale de densité à sept niveaux définie par l'Insee en 2022.
Elle est située hors unité urbaine. Par ailleurs la commune fait partie de l'aire d'attraction de Sarreguemines (partie française), dont elle est une commune de la couronne,. Cette aire, qui regroupe 48 communes, est catégorisée dans les aires de 50 000 à moins de 200 000 habitants,.

### Occupation des sols
L'occupation des sols de la commune, telle qu'elle ressort de la base de données européenne d’occupation biophysique des sols Corine Land Cover (CLC), est marquée par l'importance des territoires agricoles (80 % en 2018), une proportion identique à celle de 1990 (80 %). La répartition détaillée en 2018 est la suivante : 
zones agricoles hétérogènes (55,7 %), prairies (14,4 %), forêts (14,1 %), terres arables (9,8 %), zones urbanisées (5,9 %). L'évolution de l’occupation des sols de la commune et de ses infrastructures peut être observée sur les différentes représentations cartographiques du territoire : la carte de Cassini (XVIIIe siècle), la carte d'état-major (1820-1866) et les cartes ou photos aériennes de l'IGN pour la période actuelle (1950 à aujourd'hui).

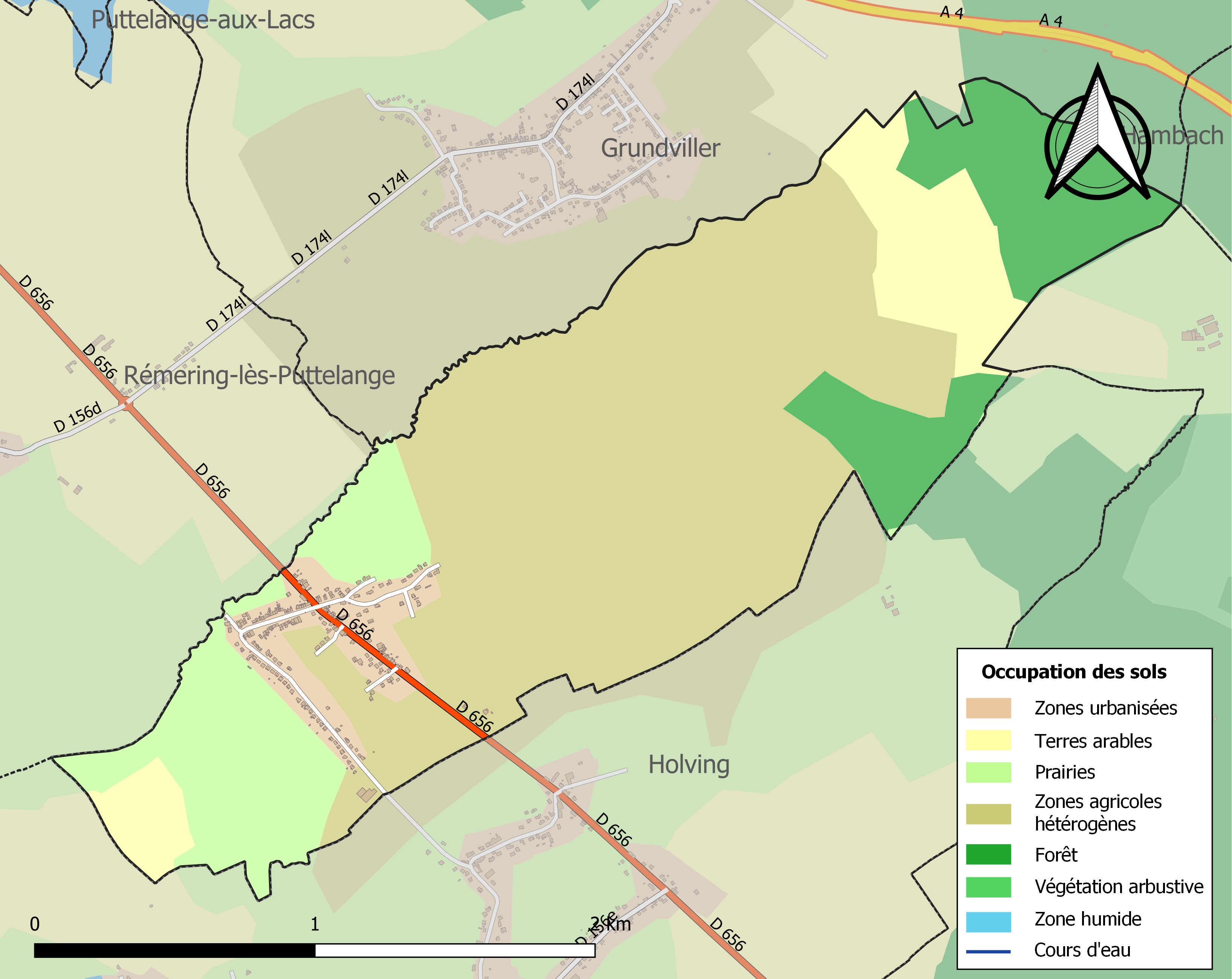
Carte des infrastructures et de l'occupation des sols de la commune en 2018 (CLC).

## Toponymie
- Richelinga (1294), Rechelange (1429), Reichlingen (1581), Richling (1793).
- Rischlinge en francique lorrain[14].

## Histoire
- Dépendait de l'ancienne province de Lorraine.
- En 1811, le nombre des communes du canton de Sarralbe passe de 19 à 13, six communes ayant été supprimées et réunies aux communes voisines : il s’agit de Castviller, Diffembach, Heckenransbach, Richeling, Audviller et Uberkinger.
- En 1835, la commune de Richeling est rétablie et jusqu'en 2015 le canton de Sarralbe comportait 14 communes.

## Politique et administration
| Période                                  | Période  | Identité           | Étiquette | Qualité |
| ---------------------------------------- | -------- | ------------------ | --------- | ------- |
|                                          |          | René Tonnelier     |           |         |
| mars 1989                                | 2004     | Camille Glad       | DVD       |         |
| 2004                                     | ?        | Vincent Job        |           |         |
| mai 2020                                 | En cours | Sylvain Neugebauer |           |         |
| Les données manquantes sont à compléter. |          |                    |           |         |

## Démographie
L'évolution du nombre d'habitants est connue à travers les recensements de la population effectués dans la commune depuis 1793. Pour les communes de moins de 10 000 habitants, une enquête de recensement portant sur toute la population est réalisée tous les cinq ans, les populations de référence des années intermédiaires étant quant à elles estimées par interpolation ou extrapolation. Pour la commune, le premier recensement exhaustif entrant dans le cadre du nouveau dispositif a été réalisé en 2007.

En 2022, la commune comptait 348 habitants, en évolution de +2,05 % par rapport à 2016 (Moselle : +0,52 %, France hors Mayotte : +2,11 %).
| 1793 | 1800 | 1806 | 1836 | 1841 | 1861 | 1866 | 1871 | 1875 |
| ---- | ---- | ---- | ---- | ---- | ---- | ---- | ---- | ---- |
| 384  | 190  | 224  | 271  | 276  | 252  | 253  | 284  | 299  |

| 1880 | 1885 | 1890 | 1895 | 1900 | 1905 | 1910 | 1921 | 1926 |
| ---- | ---- | ---- | ---- | ---- | ---- | ---- | ---- | ---- |
| 289  | 275  | 246  | 229  | 237  | 244  | 241  | 238  | 233  |

| 1931 | 1936 | 1946 | 1954 | 1962 | 1968 | 1975 | 1982 | 1990 |
| ---- | ---- | ---- | ---- | ---- | ---- | ---- | ---- | ---- |
| 231  | 218  | 213  | 194  | 194  | 193  | 210  | 262  | 317  |

| 1999 | 2006 | 2007 | 2012 | 2017 | 2022 | - | - | - |
| ---- | ---- | ---- | ---- | ---- | ---- | - | - | - |
| 313  | 351  | 356  | 347  | 337  | 348  | - | - | - |

## Culture locale et patrimoine

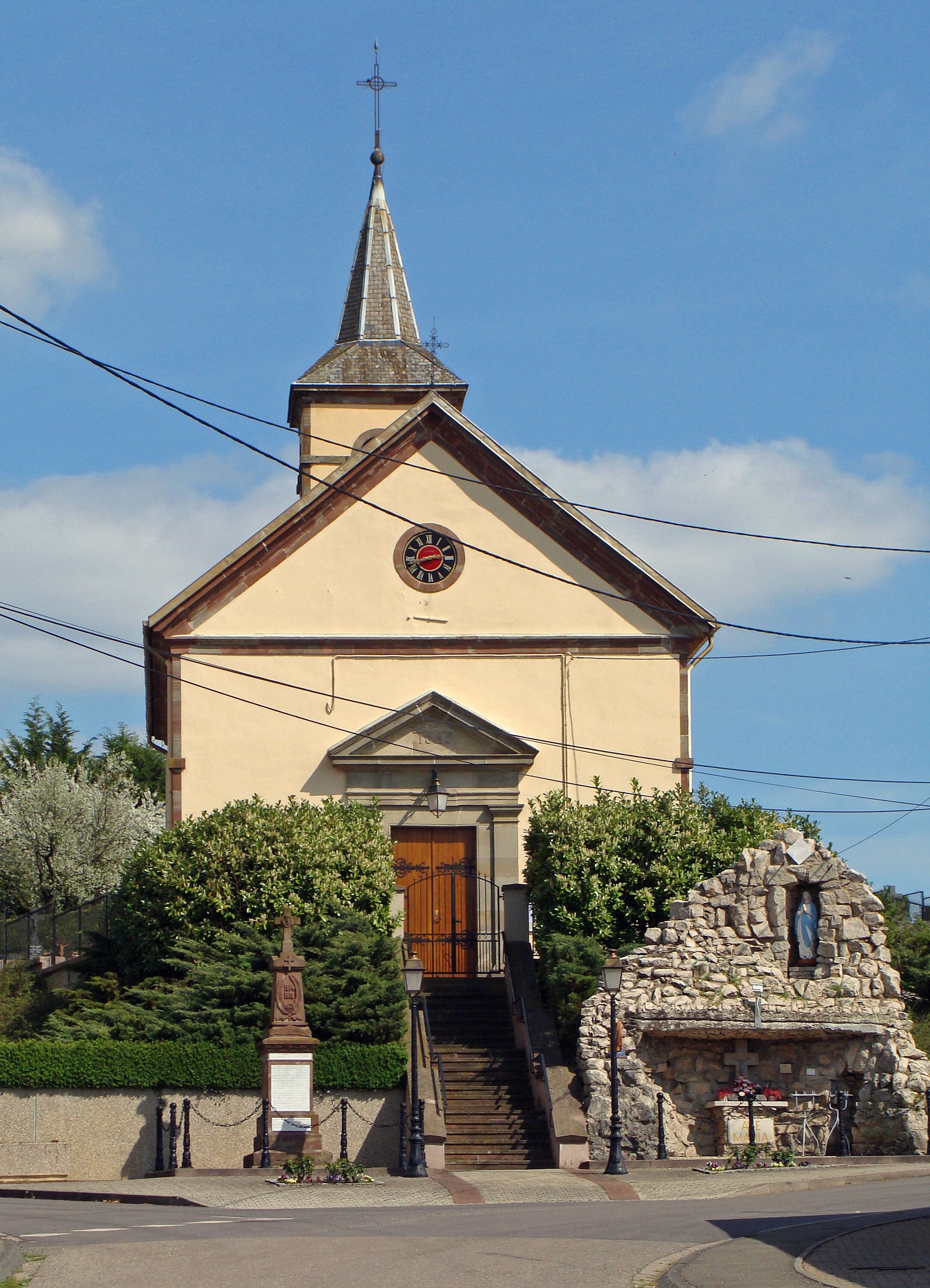
Église Notre-Dame (1843) et grotte de Lourdes

### Lieux et monuments
- Église Notre-Dame datant de 1843.
- Croix de 1845 au cimetière.
- Grotte de Lourdes.

### Héraldique
| Blason de Richeling | Blason  | D'or à trois pals d'azur, à la rose d'argent pointée de sinople brochant en abîme. |
| Blason de Richeling | Détails | Le statut officiel du blason reste à déterminer.                                   |